# Midland Dow A.C.'s
I Midland Dow A.C.'s furono una squadra professionistica di pallacanestro con sede a Midland, nel Michigan. Fondata nel 1948 a Flint come Flint Dow A.C.'s, si trasferì a stagione in corso a Midland, cambiando denominazione.
Militava in National Basketball League. La squadra si classificò al sesto posto nella Eastern Division con un record di 8-52.

## Stagioni
| Stagione | Lega | Denominazione            | V | P  | %    | Piazzamento | Play-off |
| -------- | ---- | ------------------------ | - | -- | ---- | ----------- | -------- |
| 1947-48  | NBL  | Flint/Midland Dow A.C.'s | 8 | 52 | 13,3 | 6º          | -        |